# Josif Papamihali
Padre Josif Papamihali, noto anche come Giuseppe Papamihali e soprannominato Sifi (Elbasan, 23 settembre 1912 – Maliq, 26 ottobre 1948), è stato un presbitero albanese, annoverato e beatificato nel 2016 tra i 38 martiri d'Albania.

## Biografia
Nacque a Elbasan il 23 settembre 1912 come primogenito in una famiglia di fede ortodossa del quartiere Kala; aveva almeno un fratello, Kostaq, ucciso a Tirana nel 1952 solamente a causa della sua parentela con Josif. Il loro padre, Alqiviadhin (o Avi), era figlio del fratello di Losh Papamihali, intimo amico di Kostandin Kristoforidhi.
Terminò gli studi primari nella città natale e già in giovane età si avvicinò alla Chiesa cattolica, ottenendo la possibilità di studiare in Italia grazie al missionario Pietro Scarpelli. Nel 1923 si trasferì quindi a Roma per formarsi sul rito bizantino della Chiesa greco-cattolica, mantenendo un legame con le sue origini ortodosse, e studiò presso l'abbazia territoriale di Santa Maria di Grottaferrata, ottenendo una borsa di studio per formarsi in filosofia e teologia presso il Pontificio collegio greco di Sant'Atanasio. Ordinato sacerdote nel 1935, celebrò la sua prima messa il 1º dicembre 1935 presso la chiesa di Sant'Atanasio, trasferendosi poi a Lungro nella comunità arbëreshë. Nel 1936 tornò in patria, divenendo parroco presso la chiesa di San Pietro a Elbasan sotto Scarpelli; fu parroco anche a Berat, Coriza, Lushnjë e Pogradec.
Durante il regime socialista fu arrestato dalla Sigurimi a Coriza il 31 ottobre 1946 e dopo un processo fu condannato come nemico del popolo a cinque anni di lavori forzati presso il campo di lavoro di Maliq. Nel processo fu accusato di aver simpatizzato per l'invasione italiana dell'Albania e di aver proseguito, dopo la liberazione del paese, la "politica reazionaria del Vaticano" con l'obiettivo di sabotare le elezioni parlamentari del 1945, attraverso la costituzione di un partito democratico-cristiano, ricevendo sovvenzioni dalla United Nations Relief and Rehabilitation Administration (UNRRA); lui stesso negò le accuse sostenendo di esser rimasto neutrale durante la guerra e ricordando che gli era proibito di fare attività politica.
A Maliq il 26 ottobre 1948 cadde a terra sfinito in una palude e ai suoi compagni, che erano accorsi per aiutarlo, fu invece ordinato di seppellirlo vivo. La sua vicenda fu denunciata anche dall'ambasciatore statunitense presso l'Organizzazione delle Nazioni Unite, citandolo come esempio delle persecuzioni politiche nel paese.
Il 5 novembre 2016 insieme ad altri 37 è stato beatificato da papa Francesco tra i martiri d'Albania.